# Rhapidophyllum hystrix
Rhapidophyllum hystrix là loài thực vật có hoa thuộc họ Arecaceae. Loài này được (Fraser ex Thouin) H.Wendl. & Drude miêu tả khoa học đầu tiên năm 1876.

## Hình ảnh

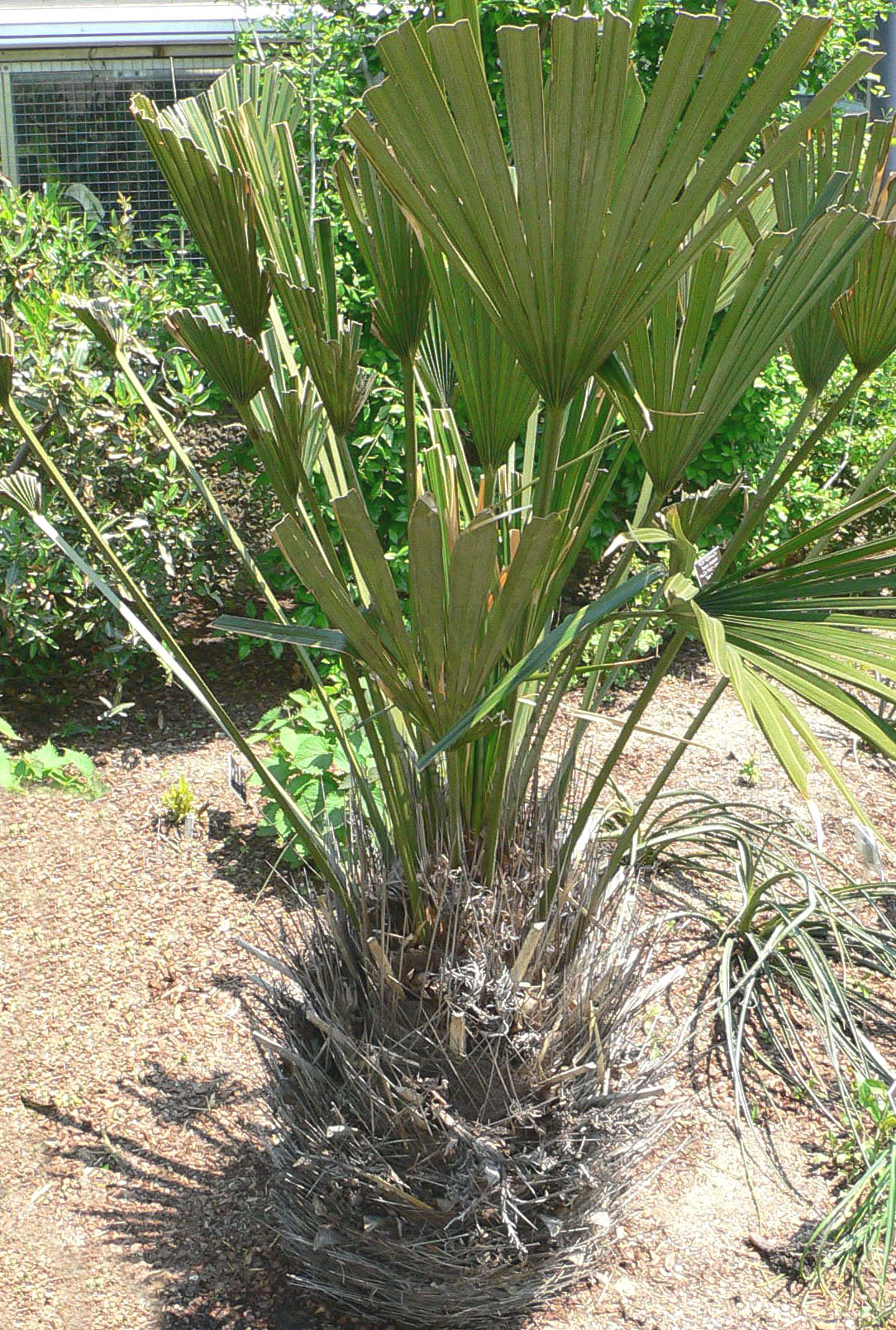
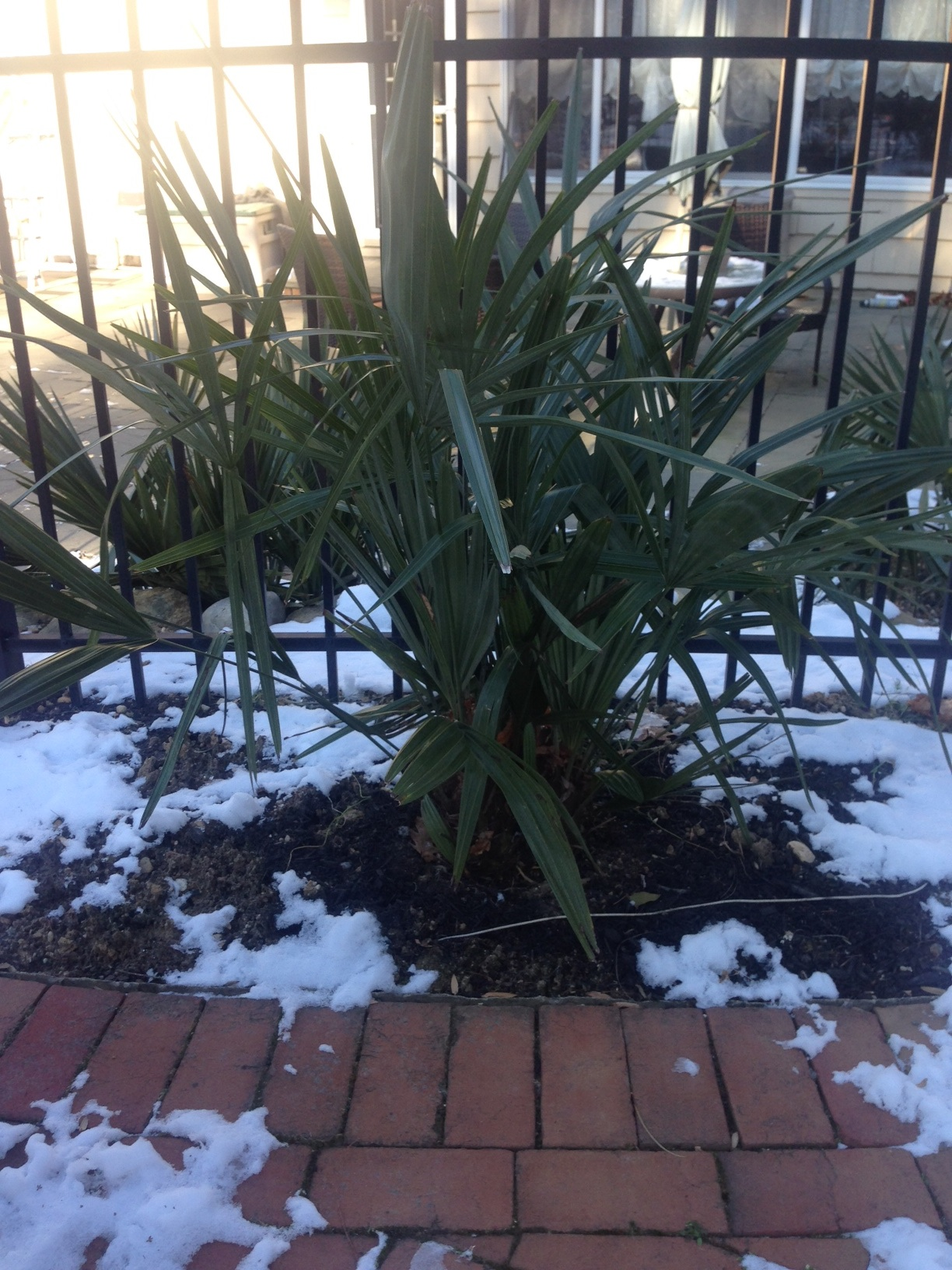
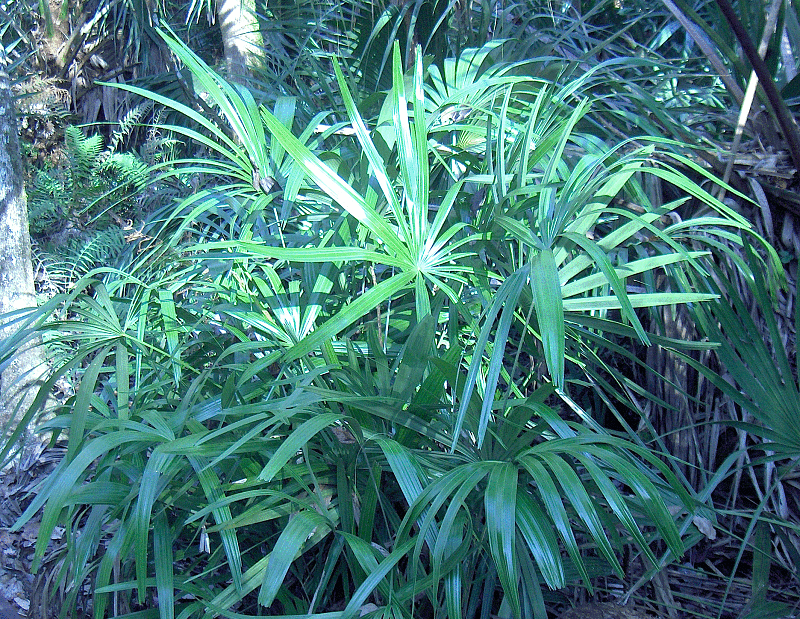
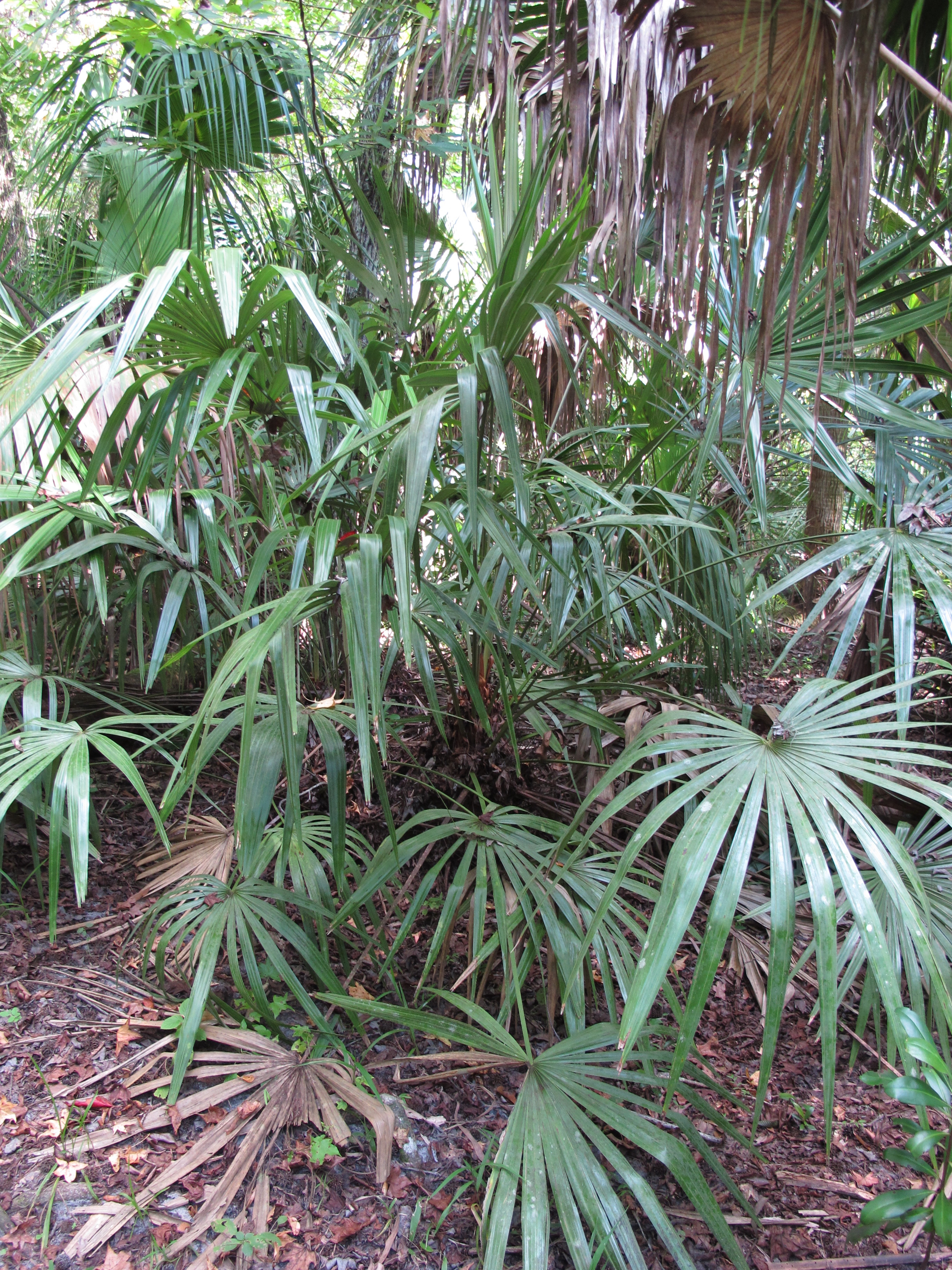